# YEAH!! YEAH!! YEAH!!
「YEAH!! YEAH!! YEAH!!」（イェー!! イェー!! イェー!!）は、EXILE THE SECONDの3枚目のシングル。2016年7月13日にrhythm zoneから発売。

## 概要
2016年に本格始動したEXILE THE SECONDの、初の単独ツアー『WILD WILD WARRIORS』に向けた3カ月連続リリースとなるシングル3部作の第1弾。
「CD+DVD」、「CDのみ」、FC・モバイル限定で「ワンコインCD」の3形態での発売。CDには、表題曲を含む全2曲4バージョンを収録。DVDには、表題曲のミュージックビデオを収録。
表題曲「YEAH!! YEAH!! YEAH!!」のミュージックビデオには、PKCZ®、DANCE EARTH PARTY、AKIRA、NAOTO、小林直己、ELLY、DOBERMAN INFINITY、Crystal Kay、THE RAMPAGE from EXILE TRIBE、ZEN、Far East Movementが出演。途中、カップリング曲「Going Crazy」が挿入されている。ディレクターは二宮“NINO”大輔。Googleが発表したYouTube Rewindの2016年「音楽」トップトレンド動画（日本）で66位を記録した。
2016年7月8日、テレビ朝日系『ミュージックステーション』に初出演し、表題曲「YEAH!! YEAH!! YEAH!!」を披露した。

## 収録曲

### CD
全作詞：SHOKICHI
1. YEAH!! YEAH!! YEAH!! [4:28]
作曲：ERIK LIDBOM, COMMAND FREAKS
  - テレビ朝日系『お願い!ランキング』2016年7月度エンディングテーマ
2. Going Crazy [3:06]
作曲：Ricky Shockbit Luna & Deekei
3. YEAH!! YEAH!! YEAH!!（Instrumental）
4. Going Crazy（Instrumental）

### DVD
1. YEAH!! YEAH!! YEAH!!（Music Video）

### ワンコインCD
1. YEAH!! YEAH!! YEAH!!